# Rione La Loggetta
La Loggetta è un rione di Napoli situato nel quartiere di Fuorigrotta.

## Storia
Il rione edificato nel 1956, nacque su progetto di Giulio De Luca per l'INA-Casa, che suddivise gli edifici in  quattro lotti.
È attraversato da un'arteria principale (via Mario Gigante) dove si connettono le varie vie secondarie. L'edificazione dei quattro lotti fu affidata a dei gruppi di architetti capitanati da: Carlo Cocchia (Lotto ovest), Renato D'Ambrosio e Alfredo Sbriziolo (Lotto centrale), Gerardo Mazziotti (Lotto nord) e da Elio Lo Cicero, la chiesa della parrocchia della Beata Vergine Immacolata di Lourdes invece è stata progettata da Michele Capobianco.
L'andamento dei corpi degli edifici è longitudinale e le altezze degli edifici sono diverse, nel complesso c'è anche una torre di otto piani e uno degli edifici è interamente porticato, le strutture degli edifici sono in cemento armato, tufo e pietra vesuviana.
Gli alloggi costruiti tra il 1955 e il 1957 su finanziamento della C.E.C.A. furono assegnate agli operai delle industrie siderurgiche.

## Galleria d'immagini

Il Rione La Loggetta nelle foto di Paolo Monti (Fondo Paolo Monti, BEIC)
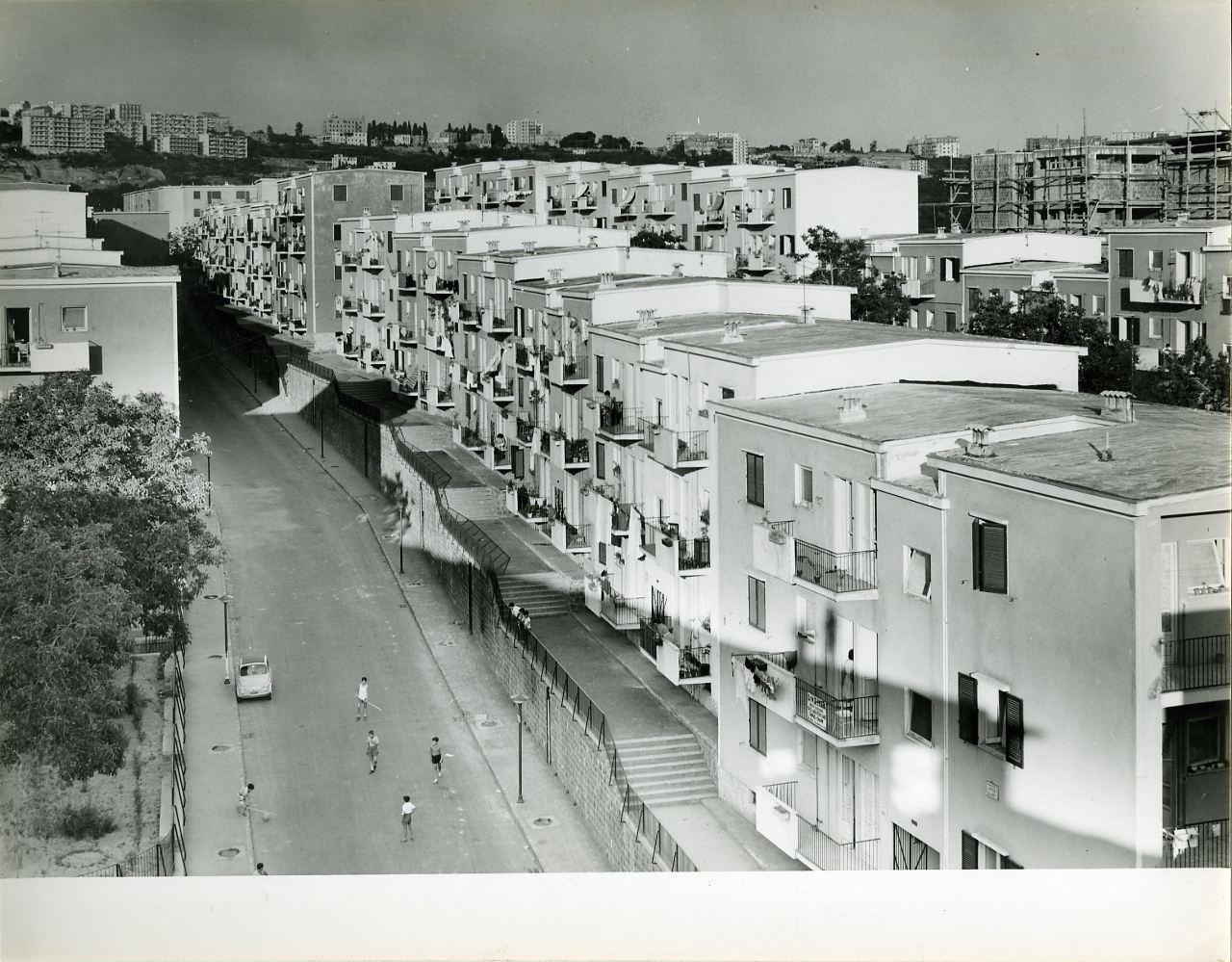
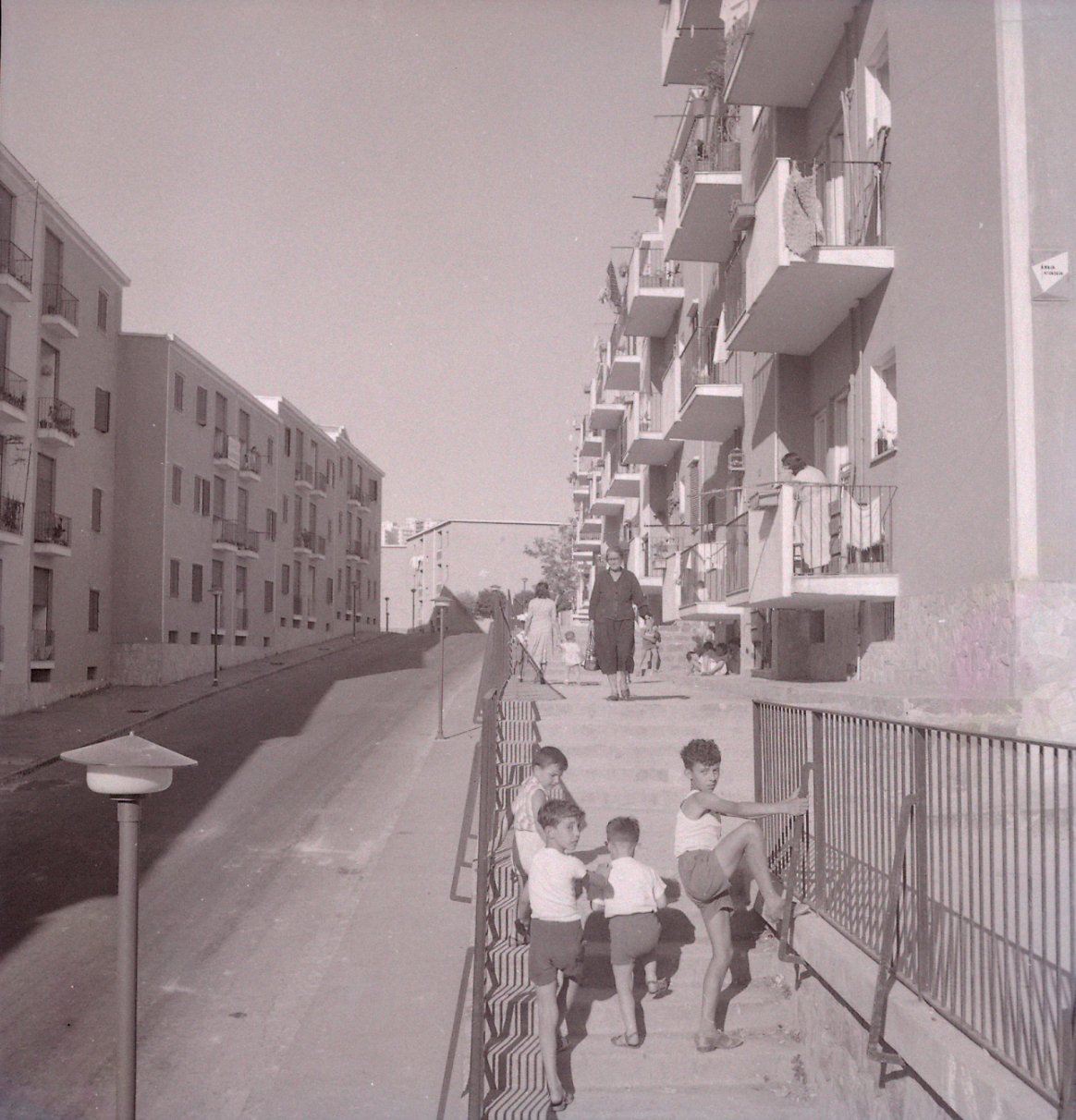